# Ернесто Бурцальї
Ернесто Бурцальї (італ. Ernesto Burzagli, 7 червня 1873, Модена — 13 вересня 1944, Монтеваркі) — італійський адмірал та політик. Начальник генерального штабу ВМС Італії протягом 1927—1931 років.

## Біографія
Ернесто Бурцальї народився 7 червня 1873 року в Модені. У 1887 році вступив до Військово-морської академії в Ліворно, яку закінчив у 1892 році у званні гардемарина. Після закінчення академії ніс службу на різних кораблях, зокрема на борту броненосців «Франческо Морозіні» та «Італія». Отримавши звання лейтенанта, командував міноносцем. Протягом 1904-1906 років був військово-морським аташе в посольстві Італії в Токіо. У 1905 році він був свідком захоплення Порт-Артураю Також він удостоївся аудієнції в Імператора Мейдзі.
У 1912 році у званні капітана III рангу командував новозбудованим есмінцем «Інтрепідо».
У1914 році отримав звання капітана II рангу. Під час Першої світової війни командував ескадрою есмінців (флагманський корабель - «Вінченцо Джованні Орсіні»). Протягом 1916-1917 років був заступником начальника штабу флоту. У 1917 році отримав звання капітана I рангу. За участь у війні був удостоєний звання офіцера Савойського військового ордена.
Після закінчення війни, у 1919 році Ернесто Бурцальї був переведений в Албанію, де був призначений начальником військово-морської бази у Валоні. У 1920 році, під час албанського повстання, здійснив низку розвідувальних польотів над позиціями противника, за що був нагороджений Бронзовою медаллю «За військову доблесть». У вересні-жовтні 1920 року був президентом італійсько-албанської комісії з врегулювання ситуації в Албанії.
З лютого 1921 року по лютий 1923 року Ернесто Бурцальї командував крейсером «Лібія». На його борту протягом 1921-1922 років здійснив навколосвітній похід, під час якого відвідав, зокрема, США та Австралію. Після повернення отримав звання контрадмірала та був призначений керівником Військово-морської академії та Інституту морської війни (італ. Istituto di Guerra Marittima). У 1926 році отримав звання дивізійного адмірала.
Під час керівництва академією у 1927 році написав 4-томний «Підручник штурмана» (італ. Manuale dell'Ufficiale di Rotta), який був перекладений низкою мов.
У 1927 році був призначений начальником генерального штабу ВМС Італії і перебував на цій посаді до кінця 1931 року.
У 1928 році отримав звання ескадреного адмірала.
У 1930 році брав участь у Лондонській морській конференції.
У 1933 році був призначений сенатором Італійського королівства. 7 червня 1936 року вийшов у відставку у зв'язку зі досягненням граничного віку служби та поселився у Монтеваркі. Він був противником політики Муссоліні щодо втягнення Італії у війну на боці Осі.
У 1940 році отримав звання адмірала флоту.
Навесні 1944 року Ернесто Бурцальї відкинув пропозицію співпраці з Італійською соціальною республікою. Але через похилий вік та стан здоров'я він не був заарештований.
Помер 13 вересня того ж року у Монтеваркі.

## Нагороди

### Італійські
- Офіцер Савойського військового ордена
- Бронзова медаль «За військову доблесть»
- Кавалер Великого хреста Ордена Святих Маврикія та Лазаря
- Кавалер Великого Хреста Ордена Корони Італії
- Маврикіанська медаль заслуг за 10 п'ятиліть бездоганної військової кар'єри
- Пам'ятна медаль за кампанії в Африці
- Пам'ятна медаль італійсько-турецької війни 1911—1912
- Пам'ятна медаль італо-австрійської війни 1915—1918
- Медаль «В пам'ять об'єднання Італії»
- Медаль Перемоги
- Почесна медаль за довголітнє судноводіння

### Іноземні
- Командор I класу Ордена Білої троянди (Фінляндія)
- Кавалер Ордена Почесного легіону (Франція)
- Кавалер Ордена Вранішнього Сонця (Японія)
- Кавалер Ордена Священного скарбу (Японія)
- Почесна медаль Югун Кішо російсько-японської війни (Японія)
- Кавалер Ордена Лазні (Велика Британія)
- Великий офіцер Ордена Алауітського трону (Марокко)
- Великий офіцер ордена Оранських-Нассау (Нідерланди)
- Командор Ордена «Сонце Перу»
- Пам'ятна медаль на честь століття незалежності (1821-1921) (Перу)
- Великий офіцер Авіського ордена (Португалія)
- Великий офіцер Ордена Зірки Румунії
- Кавалер Ордена Святої Анни (Росія)
- Кавалер Великого хреста Хреста Морських заслуг (Іспанія)
- Військово-морський хрест (США)